# Philenora murina
Philenora murina là một loài bướm đêm thuộc phân họ Arctiinae, họ Erebidae.